# Església de Nostra Senyora dels Àngels de Xelva
L'església de La nostra Senyora dels Àngels se situa en el municipi de Xelva, a la comarca dels Serrans, a la província de València. Es tracta d'un edifici d'arquitectura religiosa construït entre els segles xvii i xviii d'estils manierista i barroc, que posseeix una important col·lecció de pintura i orfebreria.

## Descripció
Aquesta església de planta de creu llatina, amb capelles laterals i creuer d'igual profunditat inscrita en un rectangle, està inspirada en l'església romana del Gesú de Vignola. Compta amb el primer campanar barroc i la major cúpula del moment de la Comunitat Valenciana, així com una grandiosa portada manierista extraordinàriament treballada. La seva ornamentació interior és característica de l'autor, Juan Pérez Castiel, un dels millors arquitectes de la seva època.
La nau es cobreix amb volta de canó, reforçada amb arcs faixons, en la qual s'obren en cada tram els seus corresponents llunetes, en els arcs formers se situen grans finestres rectangulars que il·luminen la mateixa. El profund presbiteri també es cobrix amb volta de canó, però sense llunetes, i substituint els arcs faixons per un cassetonat rectangular.

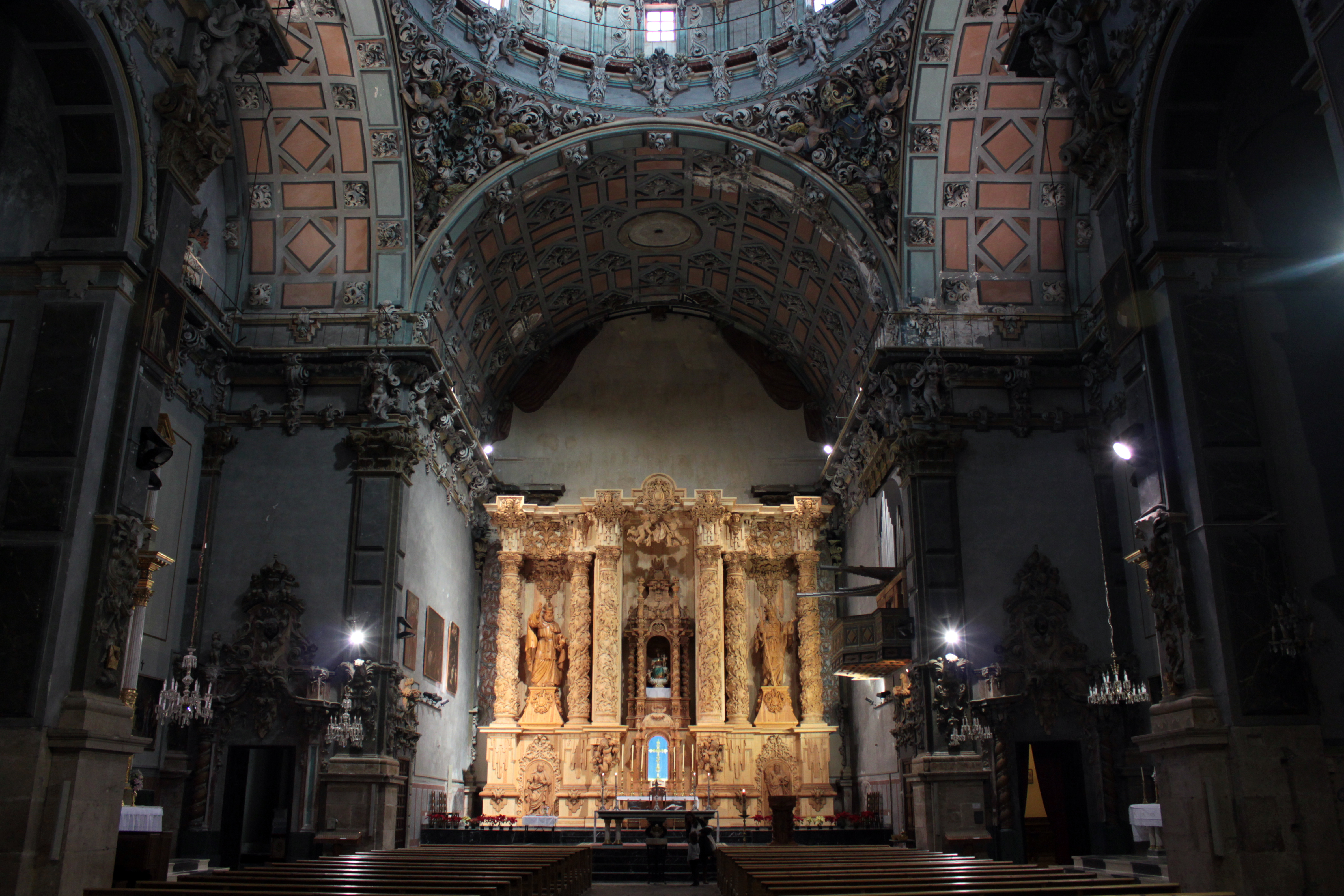
Interior de l'església

La gran cúpula del creuer és circular i de tambor baix. En ell s'obrin huit finestres emmarcades de rocalla, i tot descansa en quatre petxines cobertes per la típica decoració de Pérez Castiel: àngels sostenidors que porten escuts al·legòrics, envoltats d'un vigorós amuntegament de retorçada fullaraca.
Destaquen les portes de la sagristia i de l'antiga capella de la Comunió per la seva densitat ornamental: dues columnes salomòniques suporten un entaulament, iniciant molt aviat una brusca elevació cap al centre, diluint-se en una sèrie de motius orgànics guardant simetria.
A les finestres del creuer Pérez Castiel avança una solució que quinze anys més tard s'incorporaria al repertori barroc més utilitzat: l'arquitrau escalonat.
La façana manierista, no té res a veure amb la decoració de l'interior. Es tracta d'una portada retaule, que es compon de quatre pisos de tres obertures cadascun, excepte l'últim que només en té un. Les obertures queden separats per semicolumnes adossades superposades, de baix a dalt, dòric, jònic, corinti i compost amb les seves ordres. A mesura que es puja, la transgressió del cànon augmenta: els fusts de les columnes van adoptant ornaments continguts i van reduint la seua altura sense reduir la distància entre elles. Com raresa ressalta que l'accés es realitza per dues entrades laterals quedant l'obertura central cec.
El campanar és de planta quadrada i rematat per una estructura típica en maó, on el templet de coronament està assegurat per quatre contraforts de perfil rectangular disposats en diagonal. Cadascun d'ells es perfora amb un arc de mig punt i suporta un aletón massís que ho uneix amb l'espadaña que es cobreix amb un acusat teulat de teula blavosa a quatre aigües.
La capella de la Comunió més tardana, va ser acabada en 1770, se situa al costat dret i és com una rèplica a menor escala del temple, encara que el seu presbiteri és semicircular i la seva decoració menor.